# Майкъл Ледуидж
Майкъл Ледуидж (на английски: Michael Ledwidge) е американски писател на бестселъри в жанра трилър и фентъзи.

## Биография и творчество
Майкъл Ледуидж е роден през 1971 г. в Бронкс, Ню Йорк, САЩ. Има ирландски корени. Баща му е бояджия, а майка му е учителка по английски език. Израства в Бронкс и учи английски език в Манхатън колидж, който завършва през 1992 г. След дипломирането си работи като като портиер на 50-а улица и Парк авеню, за да издържа съпругата си и първото си дете.
Заедно с работата си започва да пише романи. Първият му трилър „The Narrowback“ е издаден през 1999 г. със съдействието на Джеймс Патерсън. Книгата се харесва на критиката, и той се посвещава на писателската си кариера. Следващите си две книги пише бързо, но макар и оценени от критиката те нямат голямо търсене.
През 2005 г. Джеймс Патерсън му предлага да напишат съвместен роман. Трилърът им „Лош късмет“ от поредицата „Майкъл Бенет“ е издаден през 2007 г. В нея главен герой е детективът от нюйоркската полиция Майкъл Бенет и неговите 10 деца. Той се бори упорито с опасни терористи и престъпници, рискувайки собствения си живот и кариера. Романът веднага става бестселър и дава начало на успешната им съвместна дейност.
Майкъл Ледуидж живее със семейството си в Хартфорд, Кънектикът.

## Произведения

### Самостоятелни романи
- The Narrowback (1999)
- Bad Connection (2001)
- Before the Devil Knows You're Dead (2002)
- The Quickie (2007) – с Джеймс Патерсън
- Now You See Her (2011) – с Джеймс Патерсън
Игра на криеница, изд.: ИК „Колибри“, София (2013), прев. Венцислав Венков
- Zoo (2012) – с Джеймс Патерсън

### Серия „Майкъл Бенет“ – сДжеймс Патерсън
1. Step on a Crack (2007)
Лош късмет, изд.: ИК „Хермес“, Пловдив (2009), прев. Стамен Стойчев
2. Run for Your Life (2009)
Кърваво наказание, изд.: ИК „Хермес“, Пловдив (2011), прев. Диана Кутева
3. Worst Case (2010)
Безизходица, изд.: ИК „Хермес“, Пловдив (2012), прев. Стамен Стойчев
4. Tick Tock (2011)
Време за умиране, изд.: ИК „Хермес“, Пловдив (2013), прев. Стоянка Лазарова-Карачанова
5. I, Michael Bennett (2012)
6. Gone (2013)
7. Burn (2014)
8. Alert (2015)
9. Bullseye (2016)

### Серия „Даниел Х“ (фентъзи)
1. The Dangerous Days of Daniel X (2008) – с Джеймс Патерсън

от серията има още 4 романа от различни автори в съавторство с Джеймс Патерсън

### Серия „Албум“ (BookShots) – с Джеймс Патерсън
- Chase (2016)

от серията има още 59 романа от различни автори